# Kalmarská válka
Kalmarská válka probíhala v letech 1611–1613 a střetlo se v ní Dánsko-Norsko se Švédskem. Ačkoli Dánsko-Norsko brzy získalo převahu, nedokázalo Švédy porazit úplně. Kalmarská válka byl poslední dánský pokus, jak zastavit nástup Švédska jako hegemona skandinávského prostoru.

## Příčiny
Vzhledem k tomu, že Dánsko-Norsko ovládalo úžinu Öresund mezi Baltským mořem a Severním mořem, hledalo Švédsko alternativní obchodní cestu přes řídce osídlené Laponsko, aby se vyhnulo placení poplatků Dánům. V roce 1607 se Karel IX. Švédský prohlásil za „krále Laponců v Nordlandu“ a začal vybírat daně i na norském území, dokonce jižně od Tromsø. Dánský král Kristián IV. protestoval, Švédové však protest ignorovali. V dubnu 1611 proto Dánsko-Norsko vyhlásilo Švédsku válku a napadlo ho.

## Průběh války
Síla 6 000 dánských vojáků oblehla město Kalmar a nakonec ho dobyla. Dne 26. června provedly švédské síly odvetný útok na Kristianopel. V létě 1611 švédští ozbrojení rolníci pod velením Baltzara Bäcka ovládli bez odporu norské území zvané Jämtland a Härjedalen. Bäckova neschopnost či neochota zastavit násilné excesy svých mužů namířené proti obyvatelstvu však znamenaly, že místní obyvatelé nakonec povstali proti švédským okupantům. Švédská vojska situaci nezvládla a byla nucena na podzim 1612 Jämtland a Härjedalen opustit.
Dne 20. října 1611 zemřel švédský král Karel IX. a jeho nástupcem se stal jeho syn Gustav II. Adolf. Když nastoupil na trůn, požádal o mír. Ale Kristián IV. si to vyložil tak, že Švédové jsou v úzkých a mír odmítl. V reakci na to začal Gustav Adolf provádět nájezdy u hranic mezi Dánskem a Švédskem. Při jednom takovém se v únoru 1612 málem utopil v bitvě u Vittsjö poté, co byl překvapen dánskou armádou. Počátkem roku 1612 Dánsko-Norsko zaútočilo a nakonec dobylo dvě pevnosti u hranic, Älvsborg a Gullberg, obě v dnešním Göteborgu. To byla pro Švédy velká nepříjemnost, protože země nyní postrádala přístup k moři na západě. S cílem rychle Švédy dorazit a válku ukončit dánské velení nařídilo útok hluboko do nitra Švédska s cílem dobýt hlavní město Stockholm. V tom však neuspělo. Taktika spálené země a partyzánský způsob boje útok rozbily. Poté už se začala dánská armáda rozpadat, mnoho žoldáků v dánských službách dezertovalo, protože nedostali svůj žold.

## Mír a důsledky
Anglie i Nizozemsko měly rovněž zájem na tom omezit dánský vliv v Baltském moři, a tak od počátku tlačili dánského krále k mírové dohodě, dříve než dosáhne rozhodného vítězství. Po zhroucení útoku na Stockholm se Kristián IV. rozhodl anglickou nabídku na zprostředkování míru využít.
Knäredská mírová smlouva byla podepsána 20. ledna 1613. Dánsko-Norsko díky ní obnovilo kontrolu nad švédskou pozemní cestou přes Laponsko a začlenilo Laponsko pevně do Norska. Švédsko muselo též zaplatit vysoké výkupné za navrácení pevností Älvsborg a Gullberg („Älvsborgské výkupné“). Šlo o poměrně vysokou částku jednoho milionu stříbrných riksdalerů. Kristián IV. použil tyto peníze k založení několika měst (Glückstadt, Christiania) a k založení dánské koloniální společnosti, což byl počátek dánské koloniální říše. Švédsko však také dosáhlo významného ústupku — byla mu garantována práva na volný průjezd jeho obchodních lodí úžinou Öresund, bez povinnosti platit Dánům jakékoli poplatky.
Dánsko-Norsko prokázalo svou vojenskou sílu a jeho konkurenti v baltském prostoru, tedy Británie a Nizozemská republika se proti němu začaly stále více obracet. Další hráč v oblasti, vůdce Habsburského Nizozemí Albrecht VII. Habsburský, zvolil v této věci novou taktiku - začal se snažit obrátit proti Dánům hanzovní města.
Švédsko se z mírné porážky rychle oklepalo a pokračovalo v expanzi a růstu své moci, kterou jasně demonstrovalo během následující třicetileté války. V ní se paradoxně Dánové a Švédové na krátký čas staly spojenci, než Švédové své nově nabyté vojenské sebevědomí v závěru války obrátili znovu proti Dánům s cílem ovládnout Baltské moře - to se jim v takzvané Torstensonově válce (1643–1645) skutečně podařilo.
Kalmarská válka měla ještě jeden, na první pohled druhotný důsledek: znamenala počátek rivality mezi Nory a Švédy. Bitva u Kringenu, v níž bojovali norští milicionáři, je důležitou součástí norské kolektivní paměti a norské vítězství v ní je dodnes oslavováno. Takže když se později Norsko mělo stát součástí švédského státu namísto dánského, vyvolalo to v Norsku povstání a setrvalý boj o vyšší autonomii, který skončil osamostatněním Norska na počátku 20. století.